# Флинт, Майлз
Майлз Флинт (Miles Flint, род. июль 1953) — британский предприниматель. С 22 июня 2004 года по 1 ноября 2007 года занимал пост президента Sony Ericsson Mobile Communications. До этого он возглавлял европейское маркетинговое подразделение European Marketing, отвечающее за маркетинг Sony в европейском регионе. Одновременно он являлся финансовым директором главного подразделения Sony в Великобритании — Sony United Kingdom Limited.
В январе 1991 года Майлс Флинт пришел в Sony в качестве финансового директора Sony Broadcast & Communications UK — подразделения Sony, обслуживающего радио- и телевещание и рынки профессиональной звуко- и видеозаписи в Великобритании.
В ноябре 1993 года он стал региональным руководителем по странам Северной Европы, Великобритании и Ирландии подразделения Sony Broadcast & Professional Europe.
В 1996 году Майлз Флинт руководил также продажами и маркетингом в Западной Европе, занимая пост заместителя финансового директора этого подразделения.
Майлз Флинт был назначен на пост президента Sony Broadcast & Professional Europe в январе 1998 года. Помимо этого, он также руководил группой, отвечающей за маркетинг и поддержку продуктов и услуг бизнес-подразделения Professional Solutions and Customers компании Sony в Европе, Африке и на Ближнем Востоке. Три года спустя он вошел в состав правления Sony Europe и был назначен на пост финансового директора британского подразделения Sony — Sony United Kingdom Limited.
В июле 2002 года Майлз Флинт стал президентом Sony Business Europe и руководителем двух других бизнес-подразделений Sony: Recording Media & Energy и Semiconductor & Electronic Solutions.
В ноябре 2003 года он был назначен на пост президента маркетингого подразделения European Marketing в Sony Europe, который до сих пор и занимает.
До того как Майлз Флинт пришел в Sony, он руководил рядом маркетинговых проектов и проектов по разработке продуктов в области вычислительной техники и телекоммуникаций, сначала в компании ICL, а затем в компании STC, вскоре объединившихся.
Майлз Флинт закончил Лондонский университет и получил степень MBA в Крэнфилдской школе менеджмента (Крэнфилдский университет, Великобритания). Живёт в городе Мэйденхед, (Великобритания) со своей женой и двумя детьми.